# Phare de Manfredonia (Molo di Levante)
Le phare de Manfredonia (Molo di Levante) (en italien : Faro di Manfredonia (Molo di Levante)) est un phare situé sur l'extrémité du mole est du port de Manfredonia, dans la région des Pouilles en Italie. Il est géré par la Marina Militare.

## Description
Le phare  est une tour cylindrique en maçonnerie de 12 m de haut, avec galerie et lanterne. Le phare est non peint et dôme de la lanterne est gris métallique. Il émet, à une hauteur focale de 14 m, un éclat vert toutes les 3 secondes. Sa portée est de 7 milles nautiques (environ 13 km).
Identifiant : ARLHS : ITA-225 ; EF-3800 - Amirauté : E2277 - NGA : 11016 .

## Caractéristiques dufeu maritime
Fréquence : 3 s (G)
- Lumière : 0,5 seconde
- Obscurité : 2,5 secondes

### Lien connexe
- Liste des phares de l'Italie